# Jean-Claude Van Cauwenberghe
Jean-Claude Van Cauwenberghe, spesso soprannominato Van Cau nella stampa (Charleroi, 28 aprile 1944), è un politico belga membro del Partito Socialista, è stato Ministro presidente della Vallonia dal 2000 al 2005. Si è dimesso nel corso della vicenda ICDI ed è stato sostituito da Elio Di Rupo.
Regionalista convinto, ha depositato nell'aprile 2006 con altri cinque deputati valloni del PS, tra cui José Happart, presidente dell'assemblea, una proposta per un decreto speciale del Parlamento vallone, volto a stabilire una Costituzione vallone. Il progetto, tuttavia, è stato accolto senza entusiasmo dal Parlamento vallone, compresi gli altri membri del PS.

## Biografia

### Origini e formazione
Van Cauwenberghe è figlio del politico del Partito Socialista André Van Cauwenberghe. Sua madre era un'infermiera. Ha conseguito un dottorato in giurisprudenza presso l'Université libre de Bruxelles. Inizialmente ha lavorato come avvocato presso il Bar di Charleroi.

### Deputato e Ministro presidente della Vallonia
Dal 1977 al 1983 è stato parlamentare. Nel 1995 Van Cau dopo essere stato per 12 anni sindaco di Charleroi, è diventato ministro per il bilancio nei governi della Comunità francofona del Belgio e della Regione vallona.
Nel 2000 Van Cauwenberghe è succeduto a Elio Di Rupo come ministro presidente della Vallonia. Dopo le elezioni del 2004 ha iniziato un secondo mandato.

#### Dimissioni da Ministro presidente
Si è dimesso di fronte a casi di frode e appropriazione indebita segnalati dai giornalisti, in cui erano coinvolti i politici socialisti di Charleroi. Nel 2009, si è dimesso dall'attività politica. In seguito è stato accusato di corruzione, ma il processo si è concluso nel 2015 con la sua assoluzione definitiva